# ناحیه تایرن، شهرستان لو سوئر، مینه‌سوتا
تایرن، شهرستان لو سوئر، مینه‌سوتا (به انگلیسی: Tyrone Township, Le Sueur County, Minnesota) یک منطقهٔ مسکونی در ایالات متحده آمریکا است که در شهرستان لو سوئور، مینه‌سوتا واقع شده‌است.

## خصوصیات
تایرن ۹۳٫۷ کیلومترمربع مساحت و ۵۶۴ نفر جمعیت دارد و ۲۹۳ متر بالاتر از سطح دریا واقع شده‌است.